# Ugolino envoltat dels seus quatre fills
Ugolino envoltat dels seus quatre fills és una obra de l'escultor francès Jean-Baptiste Carpeaux que es va realitzar entre 1857 i 1861 a la Vil·la Mèdici a Roma. Es conserva al Museu d'Orsay.

## Història
Jean-Baptiste Carpeaux fou premiat amb el Premi de Roma el 1854, pel que va ser enviat a Vil·la Mèdici de Roma, per ampliar estudis durant cinc anys, cap a 1857 emprèn la realització d'aquesta escultura, com a part de l'última tramesa de les tres obligatòries que havia de fer a París, com a mostra del seu aprenentatge a Itàlia. Aquesta obra no compleix amb les normes de l'Acadèmia que preferia una o dues figures úniques en lloc d'un grup i a més a més que fos un heroi de l'antiguitat. Carpeaux escull un tema de l'època medieval i realitza un grup escultòric de cinc figures, inspirant-se al cant XXXIII de l'«Infern» de la Divina Comèdia de Dante Alighieri.
El primer esbós de terracota i guix patinat va ser realitzat el 1860 (56 x 41 x 26 cm, Museu d'Orsay), un guix el 1861, un bronze en 1863. Una versió de marbre es va executar el 1867, per al Museu Metropolità d'Art de Nova York.
La versió en bronze va estar exposada durant un temps (1863-1904) als Jardins de les Teuleries enfront d'una rèplica també de bronze del grup de Laocoont i els seus fills.

## Descripción
Representa el grup a Ugolino della Gherardesca i els seus quatre fills, coneguts pel seu càstig: està tancat en una torre amb els seus fills, condemnats a morir de fam pel seu rival l'arquebisbe Ubaldini. Segons la llegenda, Ugolino va sucumbir després d'haver-se'n menjat als seus fills malalts. Carpeaux va tractar d'«expressar les passions més violentes i a la vegada la tendresa més delicada», l'escultura d'Ugolino demostra una dramàtica representació del personatge de Dante, amb el seu gran dolor a l'expressió de la cara, amb les mans comprimides i el modelatge nerviós de tot el cos, amb la demostració de la influència de les obres de Laocoont i els seus fills de l'època hel·lenística grega i de la pintura El rai de la Medusa de Géricault, així com la anatomía empreada per Miquel Àngel.

Versions de Ugolino envoltat dels seus quatre fills
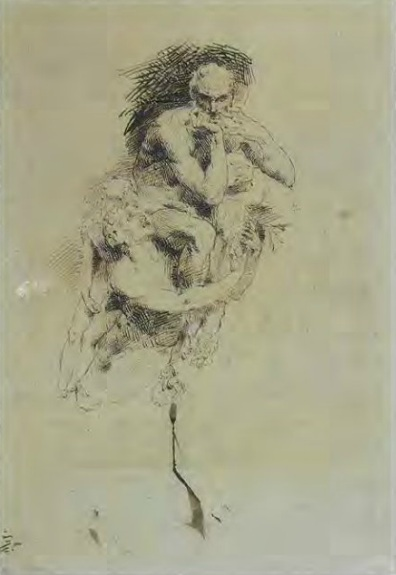
Ugolino i els seus fills (1797 a 1798), dibuix preparatori, Museu del Louvre, París.
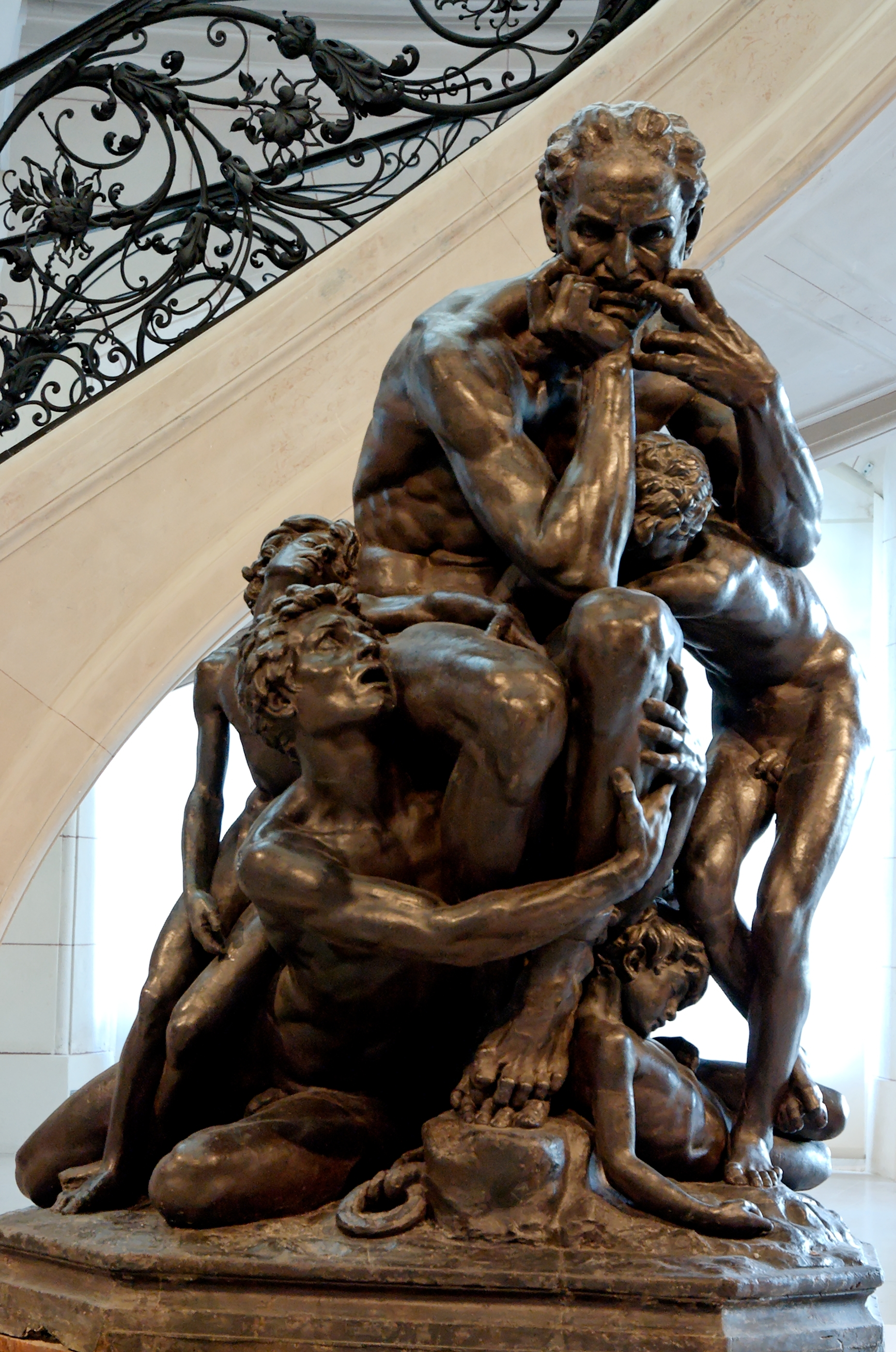
Ugolino envoltat dels seus quatre fills (1861), guix patinat, Petit Palais París.
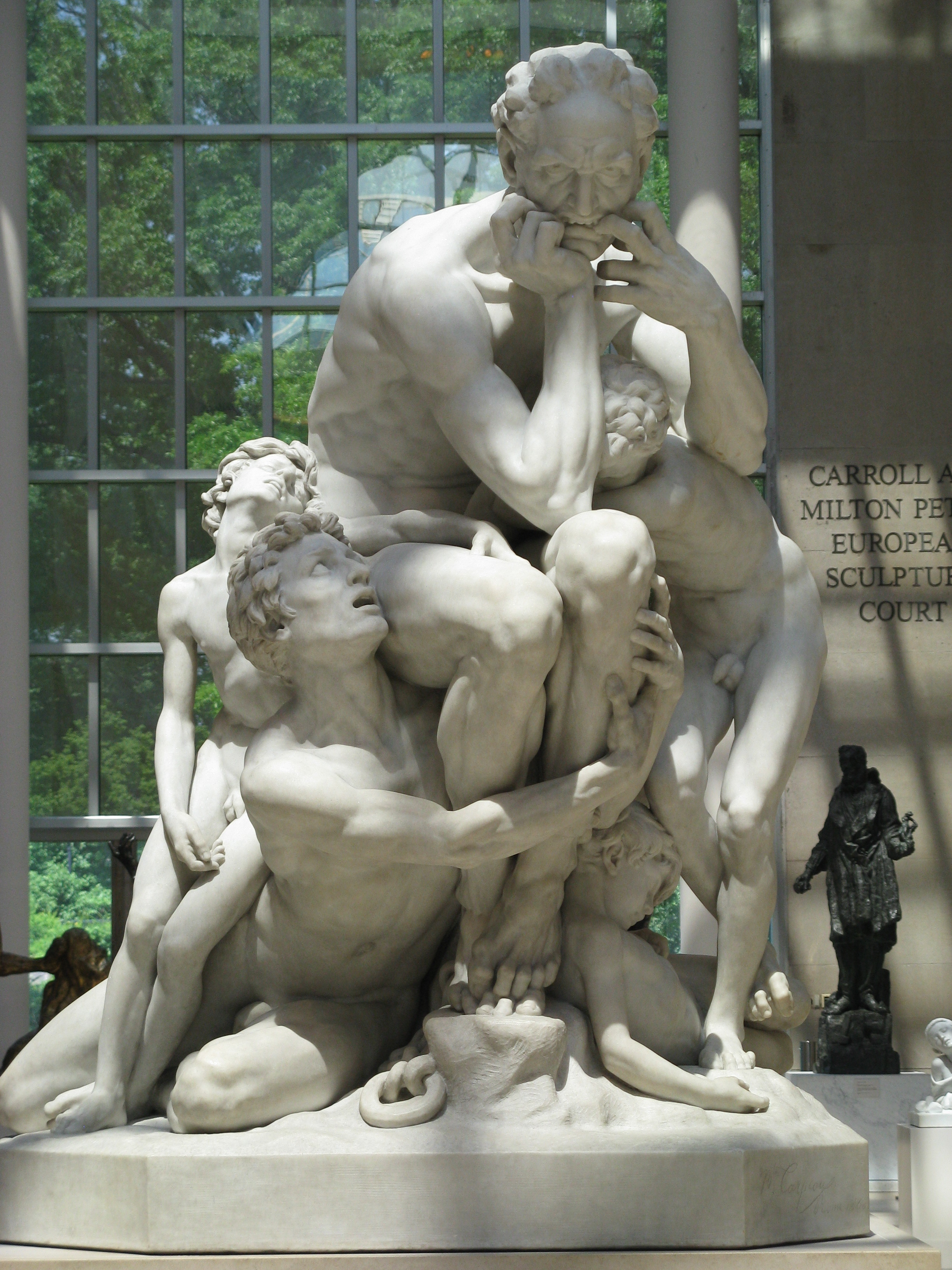
Ugolino envoltat dels seus quatre fills, (1867), marbre, Metropolitan Museum of Art, Nova York.
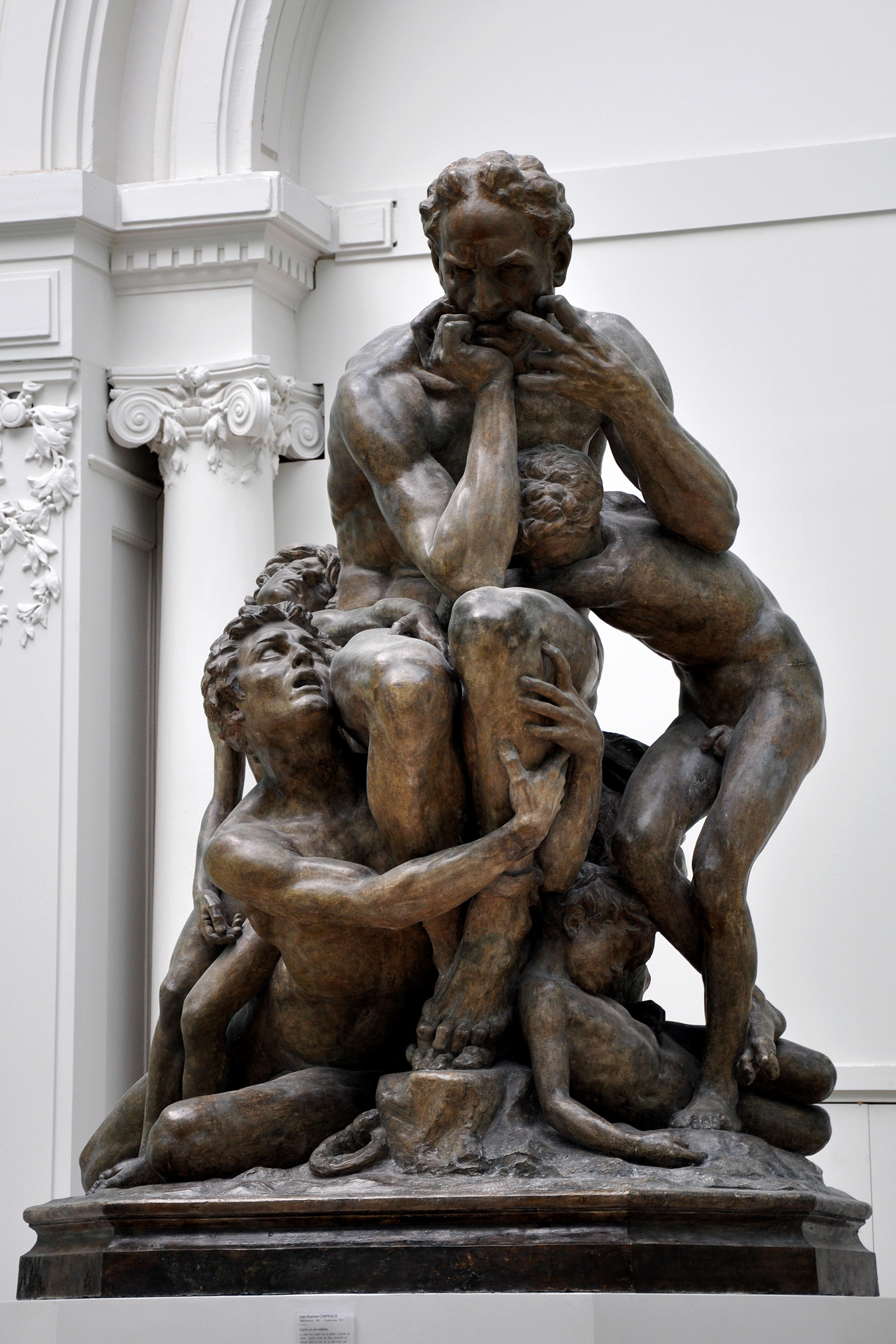
Ugolino envoltat dels seus quatre fills (1857-1861), guix patinat, Museu de Belles Arts de Valenciennes Valenciennes.
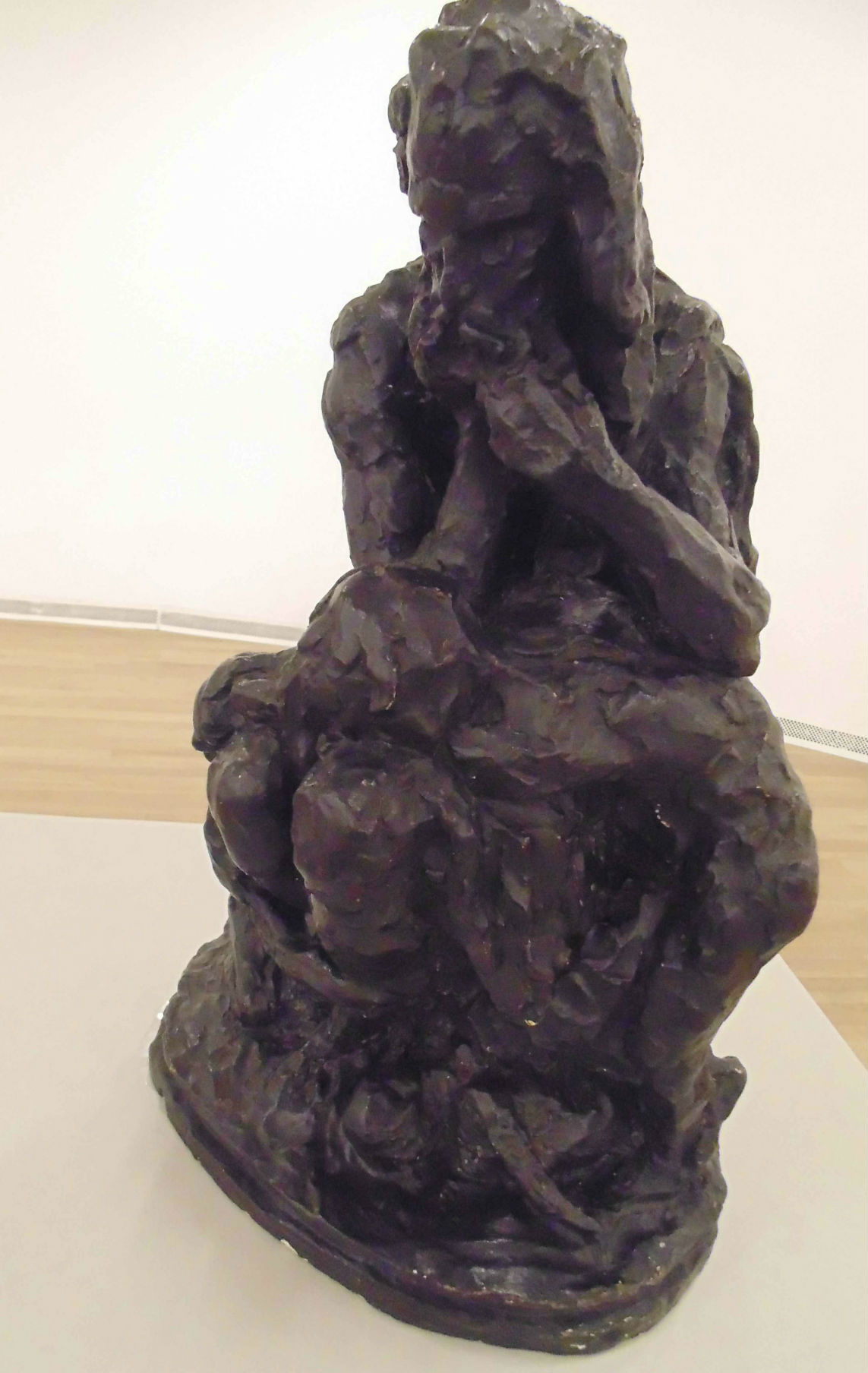
Ugolino envoltat dels seus quatre fills (guix patinat de negre) Museu Soumaya, Mèxic.